# József Nagy (zapaśnik)
József Nagy – węgierski zapaśnik walczący w stylu klasycznym.
Zajął czwarte miejsce na mistrzostwach świata w 1983. Srebrny medalista mistrzostw Europy w 1983 i brązowy 1976 i 1978; czwarty w 1974. Piąty w Pucharze Świata w 1982 roku.